# Fontaine de Neptune (Chalon-sur-Saône)
Pour les articles homonymes, voir Fontaine de Neptune.
La fontaine de Neptune est une fontaine située sur le territoire de la commune de Chalon-sur-Saône dans le département français de Saône-et-Loire et la région Bourgogne-Franche-Comté.

## Historique
Elle fait l'objet d'une inscription au titre des monuments historiques depuis le 15 novembre 1926.